# Карл Фридрих (Фюрстенберг-Мьоскирх)
Карл Фридрих Николаус фон Фюрстенберг-Мьоскирх (на немски: Karl (Carl) Friedrich Nikolaus von Fürstenberg-Mößkirch; * 9 август 1714, Мескирх; † 7 септември 1744, Хюфинген) от род Фюрстенберг, е от 1741 до 1744 г. четвъртият управляващ княз и покняжен ландграф на Фюрстенберг-Мьоскирх.

## Биография
Той е син на княз Фробен Фердинанд фон Фюрстенберг-Мьоскирх (1664 – 1741) и съпругата му графиня Мария Терезия Фелицитас фон Зулц (1671 – 1743), дъщеря на граф Йохан Лудвиг II фон Зулц (1626 – 1687) и втората му съпруга графиня Евгения Мария Франциска фон Мандершайд-Кайл (1632 – 1690).
Карл Фридрих Николаус следва право в Прага, Кьолн и Льовен. Той се жени на 25 май 1735 г. в дворец Ветцдорф за принцеса Мария Габриела Фелицитас фон Шлезвиг-Холщайн-Зондербург-Визенбург (* 22 октомври 1716, Виена, † 13 юни 1798, манастир „Св. Валпурга“, Айхщет), дъщеря на херцог Леополд фон Шлезвиг-Холщайн-Зондербург-Визенбург (1674 – 1744) и принцеса Мария Елизабет фон Лихтенщайн (1683 – 1744). Те нямат деца. 
Той умира на 7 септември 1744 г. на 30 години. Вдовицата му живее до 1798 г. в манастир „Св. Валпурга“. Наследството отива на линията „Фюрстенберг-Щюлинген“.

## Литераура
- Constantin von Wurzbach: Fürstenberg. In: Biographisches Lexikon des Kaiserthums Oesterreich. 5. Theil. Verlag der typogr.-literar.-artist. Anstalt (L. C. Zamarski & C. Dittmarsch.), Wien 1859, S. 14
- Carl Borromäus Alois Fickler: Geschichte des Hauses und Landes Fürstenberg, Aachen und Leipzig 1832 Band 4, S. 203 – 206.
- C.B.A. Fickler: Kurze Geschichte der Häuser Fürstenberg, Geroldseck und von der Leyen, Karlsruhe 1844, S. 23
- Esteban Mauerer: Südwestdeutscher Reichsadel im 17. und 18. Jahrhundert. Geld, Reputation, Karriere: das Haus Fürstenberg. Vandenhoeck & Ruprecht, Göttingen 2001 (Digitalisat)
- Theatrum Europaeum, Band 21, Frankfurt am Main 1738, S. 50 online[неработеща препратка]